# Guerra de espadas
A guerra de espadas (também conhecida de luta de espadas) é uma tradição popular do Nordeste brasileiro, que ocorre durantes as festas juninas nas cidades do Recôncavo Baiano como Cruz das Almas, Muritiba, Governador Mangabeira, dentre outras da região e na cidade de Estância, no estado do Sergipe. A guerra acontece em ruas abertas das cidades, onde os espadeiros atiram espadas e busca-pés em meio aos outros. A tradição é centenária e apesar da ausência de registros oficiais existe desde a fundação do município, segundo relatos dos moradores locais.
Em 2011, a Vara Criminal de Cruz das Almas proibiu a guerra de espadas na cidade após ação pública do Ministério Público da Bahia solicitando a proibição. Em 2019, o ministro do Supremo Tribunal Federal, Luíz Fux proibiu a guerra de espadas na cidade de Senhor do Bonfim.

## Fabricação das espadas
As espadas e busca-pés são fabricadas com taboca, uma espécie de bambu nativo do Brasil. Dentro das tabocas, são misturados pólvora negra, limalha de ferro e selados com barro: as espadas apenas soltam fagulhas, já os busca-pés explodem no final. A fabricação destes fogos de artifício geralmente é feita pelos próprios espadeiros de maneira artesanal em barracões e depósitos improvisados espalhados pela cidade. Alguns espadeiros chegam a fabricar entre 1,5 mil espadas e 4 mil buscapés.

Apesar de toda a tradição por trás da guerra de espadas, o Ministério Público da Bahia reforça que a atividade é ilegal e passível de prisão. O artigo 16 da lei nº 10.826/03 considera que a posse, fabrico e detenção de artefatos explosivos e incendiários sem autorização ou em desacordo com a lei pode ser punido com prisão de três a seis anos e multa.